# بشر الأفشيني
بشر الأفشيني هو قائد عسكري للخلافة العباسية، وحاكم (والي) طرسوس من آذار 912 حتى 918 على الأقل.

## حياة
طبقًا للطبري، فقد كان خصيًّا، وكان في الأصل خادمًا لمحمد بن أبي الساج، الذي كان يُلقب أيضًا بـ «الأفشين». ظهر للعلم أول مرة في صيف 906، خلال احتفال أهداه فيه الخليفة المكتفي خلعةً. بعد ذلك بقليل، في تشرين الأول 906، أثناء هجوم القرامطة على الكوفة، ورد ذكره كواحد من ضباط جيش الخلافة المركزي الذين أرسلوا لمساعدة المدينة، ولكنهم هُزِموا قبل وصولهم المدينة على يد المتمردين القرامطة.
في آذار عام 912، عُيِّن واليًا على طرسوس وحدود قيليقية العباسية (ثغور) مع الإمبراطورية البيزنطية، خلفًا لرستم بن برادو. في صيف 914، تلقى مساعدة من جيش قوامه 2000 فارس أُرسِل من بغداد تحت قيادة أبو عمير عدي بن أحمد بن عبد الباقي، في إحدى الغارات الصيفية المعتادة (طائف) على الأراضي البيزنطية، لكن القائدَيْن لم يتمكنا من تنفيذ المداهمة، وبدلًا من ذلك قُرِّر تأجيلها حتى الشتاء. في تقريره إلى الخليفة بعد الغارة، ادعى بشر أنه أَسَر ما لا يقل عن 150 من القادة البيزنطيين، ونحو 2000 أسير إجمالًا.
في خريف 917 أشرف مع القائد العباسي مؤنس المظفر على تبادل الأسرى مع البيزنطيين عند نهر لاموس. وفي عام 918، شن غارة أخرى على الأراضي البيزنطية، واستولى على بعض الحصون وأخذ الغنائم.
قد يكون بشر الأفشيني هذا، هو أيضًا بشر الخادم («الخصي») الذي عُين مُحافظًا لدمشق وحلب عام 933، وقُتل في نفس العام على يد محمد بن طغج الإخشيد.